# Henri de Bonnechose
Henri-Marie-Gaston Boisnormand de Bonnechose (30 mei 1800 – 29 oktober 1883) was een Frans kardinaal.

## Biografie
De Bonnechose werd geboren in 1800. In 1830 werd hij tot priester gewijd. In 1858 werd hij tot aartsbisschop van Rouen benoemd door paus Pius IX. In 1863 werd hij geïnstalleerd tot kardinaal.
Met het overlijden van Ferdinand-François-Auguste Donnet in 1882 werd hij de oudst nog levende kardinaal. Hij overleed op 83-jarige leeftijd.  
- Bibliothèque nationale de France: cb116839397 (data)
- Gemeinsame Normdatei: 103133186
- International Standard Name Identifier: 0000 0000 6135 2107
- Library of Congress Control Number: nr2002030547
- Base Léonore: LH//284/67
- Nationale Bibliotheek van Tsjechië: uk2018995577
- Nationale Bibliotheek van Israël: 987007441392705171
- Nederlandse Thesaurus van Auteursnamen: 115783113
- Système universitaire de documentation: 154927740
- Virtual International Authority File: 14764350
- WorldCat: E39PBJkp6HkxT6jyjkXCVWhGpP